# Polé (iconographie)
Pour les articles homonymes, voir Polé.

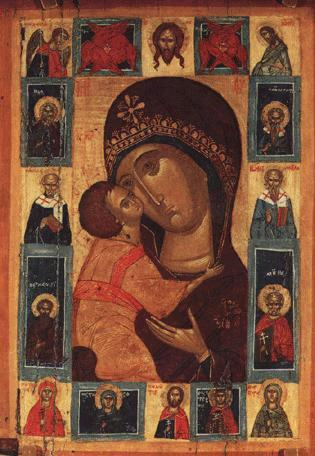
Icône Theotokos d'Igor avec une déisis et une représentation des saints sur les polés. Fin XIV — début XV ss. Musée russe.

Le polé (en russe : Поле) d'une icône est l'encadrement de la partie centrale de celle-ci (appelée kovtcheg). Ce kovtcheg étant lui-même délimité par une ligne de couleur contrastée appelée « louzga ». Les polés des anciennes icônes étaient relativement étroits, puis aux XIe siècle - XIIe siècle ils s'élargissent tandis que le kovchteg devient moins profond. Depuis le XIVe siècle on voit apparaître des doskas sans polés.

## Description
Si la partie centrale de l'icône est considérée comme une « fenêtre » qui donne sur le monde divin, les polés correspondent alors à la frontière entre le sacré et le profane. Souvent les éléments représentés dans la partie centrale de l'icône tels les bords des vêtements, la nimbe, les attributs dans les mains du personnage, conduisent au polé et par ce biais le regard vers le monde du spectateur.
Dans les polés peuvent être représentés toute une série de saints. Ils ne font pas partie de la composition principale et ne font pas partie de l'espace sacré. Ils remplissent le rôle de médiateurs et d'intercesseurs pour ceux qui prient devant l'icône.
Depuis le IXe siècle, est apparue à Byzance une nouvelle forme d'icône appelée « icône jitié » : un saint est représenté dans la partie centrale de l'icône comme sujet principal. Sur les polés, dans des « encarts » distincts, de dimensions réduites (appelés kleimos en russe), sont représentées des scènes de la vie du saint. De Byzance, ces icônes se sont répandues en Italie, dans les Balkans, dans le Caucase et en Russie.
Les polés sont un emplacement privilégié pour placer du texte dont leur espace est parfois entièrement recouvert. La compréhension des rapports existants entre l'image et le texte a varié graduellement au fil du temps et à la suite de la décadence de l'iconographie russe l'image n'est finalement plus considérée comme un équivalent du mot mais simplement comme une illustration de ce qui est écrit.
À partir du milieu du XVIe siècle, la tendance progressive est de considérer les polés comme des encadrements décoratifs. Ils sont décorés de gesso sculpté, de motifs ornementaux, d'imitations peintes de pierres précieuses, et recouverts de feuilles de métal en relief par gaufrage (basma).

Icône de Notre-Dame au « signe ». Sur les polés sont représentés des saints. Novgorod. Première moitié du XIIe siècle.
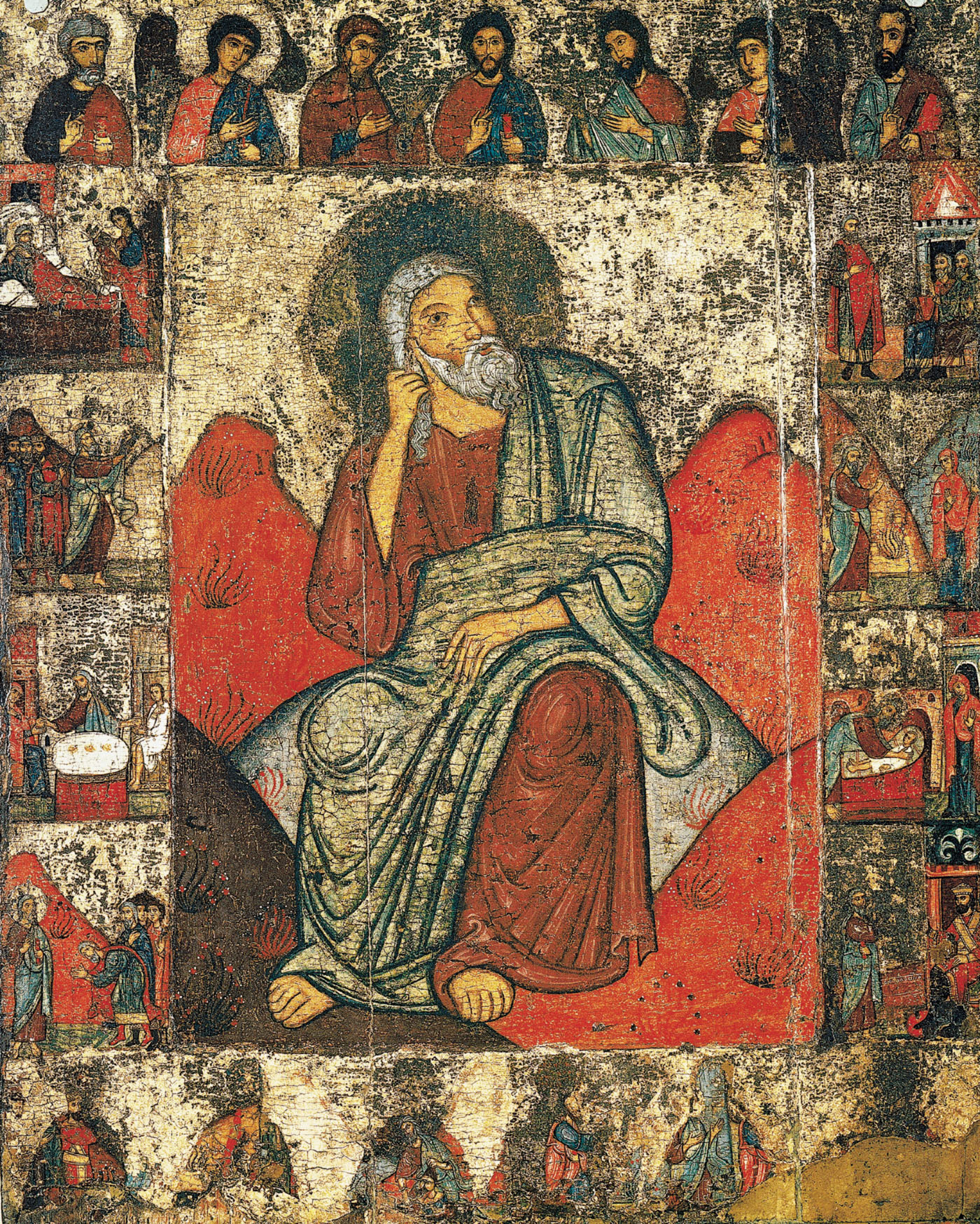
Icône "Jitinaia". Le Prophète Élie au désert : scènes de sa vie et, au-dessus, une déisis. Dans l'église du prophète Élie dans le village de Vybouté près de Pskov. Fin XIIe siècle. Galerie Tretiakov.
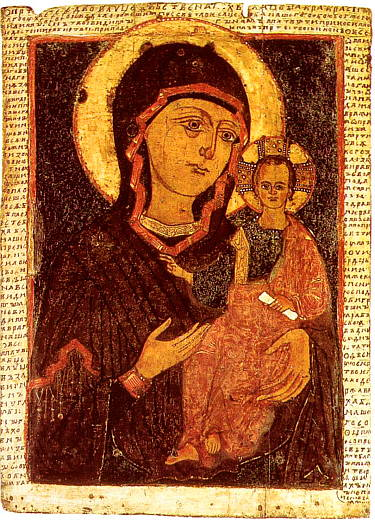
Les polés sont entièrement remplis de texte du XVe siècle. L'icône date du  XIIIe siècle. Icône de Marie (mère de Jésus) de type Odigitria. Galerie Tretiakov.
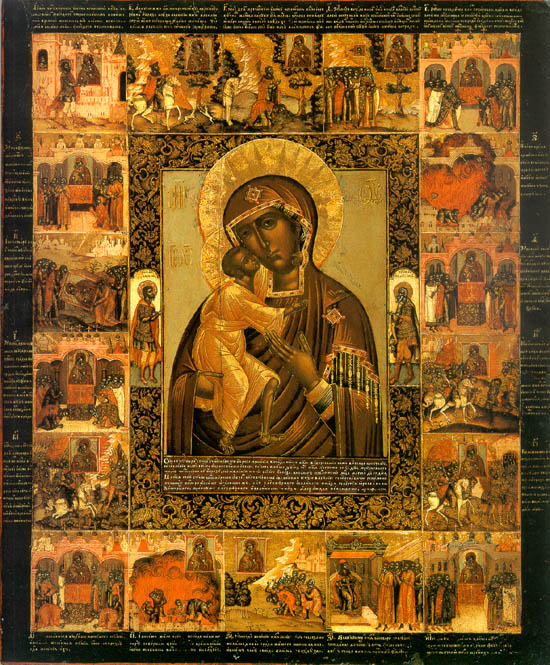
Texte et poinçonnage distinctif sur les polés. Icône de Théodore de la Vierge Marie accompagnée d'une légende. Première moitié du XVIIIe siècle. Musée-réserve Kolomenskoe.